# Cuzamá
Cuzamá est une municipalité située dans l'État mexicain du Yucatán. 